# Aduana Stars Football Club
L'Aduana Stars Football Club è una società calcistica ghanese con sede nella città di Dormaa Ahenkro. Milita nella Ghana Premier League, la massima divisione del campionato ghanese. La squadra gioca le partite casalinghe all'Agyeman Badu Stadium.

## Palmarès

### Competizioni nazionali
- Ghana Premier League: 2

2010, 2017

### Altri piazzamenti
- Ghana Premier League:

Secondo posto: 2016
Terzo posto: 2015